# Ossuccio
Ossuccio er en italiensk by og kommune i provinsen Como i regionen Lombardiet, beliggende ca. 28 km nord for Como ved Comosøen.
Pr. 31. december 2010 boede der 1.008 indbyggere i byen. 
De omkringliggende byer er Colonno, Lenno, Lezzeno (som ligger på den anden side af Comosøen - dermed ikke en omkringliggende by), Ponna, Porlezza og Sala Comacina. Reelle omkringliggende byer er Sala Comacina og Lenno. 
Mange beboere arbejder direkte eller indirekte i turistbranchen.[kilde mangler]